# The Physical Impossibility of Death in the Mind of Someone Living
 The Physical Impossibility of Death in the Mind of Someone Living  
 Externer Weblink !
- Darstellung

The Physical Impossibility of Death in the Mind of Someone Living (deutsch Die physische Unmöglichkeit des Todes in der Vorstellung eines Lebenden) ist ein Kunstwerk des britischen Künstlers Damien Hirst aus dem Jahr 1991: In einer Vitrine befindet sich ein in Formaldehyd konservierter Tigerhai mit weit aufgerissenem Maul. Das Werk entstand im Auftrag des Kunsthändlers Charles Saatchi, der es 2004 für 6,5 Millionen Pfund (9,3 Millionen Euro) an Steven A. Cohen verkaufte. 2006 musste der Hai ausgetauscht werden, nachdem sein Körper begonnen hatte, sich aufzulösen. The Physical Impossibility of Death in the Mind of Someone Living gilt als eine Ikone der Kunst der 1990er-Jahre und ist eines der Werke, die Damien Hirsts Ruhm begründeten. Infolge des Austauschs des Hai-Präparats entbrannte eine Diskussion um den Wert dieses Kunstwerks und dessen Dauer. Von 2007 bis 2010 wurde das Kunstwerk im Metropolitan Museum of Art in New York City ausgestellt.

## Beschreibung
The Physical Impossibility of Death in the Mind of Someone Living ist eine 213,4 Zentimeter hohe und breite und 640,1 Zentimeter lange Vitrine, die von weißen Stahlrahmen gegliedert wird. In ihr befindet sich eine fünfprozentige Lösung von Formaldehyd, die einen Tigerhai konserviert. Der originale Hai war 14 Fuß lang, der 2006 als Ersatz in das Kunstwerk integrierte Hai ist 13 Fuß lang. Der Hai wird in lebensechter Stellung mit weit aufgerissenem Maul gezeigt. Das Kunstwerk greift die Präsentationsweise von Tierpräparaten in Naturkundemuseen auf, stellt sie jedoch in einen anderen Kontext. So sind so große Feuchtpräparate nicht üblich und weisen auch nicht die lebensechte Stellung auf. Auch die Zurschaustellung in der durch die Stahlrahmen stark betonten Vitrine ist mit der Dominanz des Behältnisses nicht üblich und in diesem Werk als Stellungnahme zur ordnenden und konturierenden Funktion der Vitrinen zu deuten. Auch hinterfragt Hirst mit diesem Werk den wissenschaftlichen Nutzen solcher Tierpräparate zur Erforschung des Lebens. Dazu sagte er: „This fucked up way to look at something and it’s already dead by the time when you look at it and you try to understand what was it like when it lived. That kind of contradictions, in a way like relationships, how people destroy each other. It’s a kind of what’s wrong with scientific approach or something.“ (dt. „Diese beschissene Art, etwas anzusehen und es ist zu dem Zeitpunkt, wenn man es ansieht, bereits tot und man versucht zu verstehen, wie es war, als es lebte. Diese Art von Widersprüchen, irgendwie wie Beziehungen, wie Menschen sich gegenseitig zerstören. Es ist irgendwie das, was falsch ist mit dem wissenschaftlichen Ansatz oder so.“).

## Entstehung und Überarbeitung
Der britische Kunstsammler Charles Saatchi gab 1991 bei Damien Hirst ein Kunstwerk im Wert von 50.000 Pfund in Auftrag, dessen Inhalt der Künstler selbst bestimmen konnte. Dieser erteilte dem australischen Haijäger Vic Hislop für 6000 Dollar den Auftrag, einen Hai zu fangen. Als Begründung für diese Wahl gab Hirst an, dass er ein Tier präparieren wollte, das in der Realität furchterregend gewesen wäre. Die Präparation des Tieres erfolgte mit Nadeln, die das Formaldehyd in den Körper einbrachten, was jedoch nicht gut genug geschah, so dass nach einiger Zeit Verwesungserscheinungen an dem Haikörper sichtbar wurden und sich die Flüssigkeit trübte, was Angestellte der Saatchi Gallery dazu veranlasste, Bleiche in den Tank zu geben. Nachdem Steven A. Cohen 2004 The Physical Impossibility of Death in the Mind of Someone Living erworben hatte, bot Hirst diesem an, den verwesenden Hai auszutauschen, was Cohen finanzierte. Der Künstler beauftragte daraufhin erneut einen australischen Fischer mit dem Fang eines Tigerhais. In einem alten Hangar der Royal Air Force in Gloucestershire wurde 2006 dieser Austausch vorgenommen. Anstelle des 14 Fuß langen Hais wurde von fünf Mitarbeitern Hirsts ein um einen Fuß kürzerer Ersatz in das Becken gelegt.

## Stellung in Damien Hirsts Werk
Isolated Elements Swimming in the Same Direction for the Purpose of Understanding  
 Externer Weblink !
- Isolated Elements Swimming in the Same Direction for the Purpose of Understanding, Darstellung auf artchive.com.

Mit The Physical Impossibility of Death in the Mind of Someone Living eröffnete Damien Hirst seine Natural History-Serie, in der das Werk eine herausgehobene Stellung einnimmt, da es das wohl größte und spektakulärste Präparat von Hirst ist. Dem Tigerhai folgten weitere Tierpräparate in Formaldehyd, die zwar alle als Einzelwerke stehen, sich jedoch auch in diese Serie einordnen lassen. Noch im selben Jahr wie The Physical Impossibility of Death in the Mind of Someone Living fertigte Hirst das Werk Isolated Elements Swimming in the Same Direction for the Purpose of Understanding an, in dem 38 in Plexiglaskästen konservierte Fische in einem Laborschrank geschichtet sind. Mit der gleichen Ausrichtung der Fische und ihrer lebensechten Präparation stellt dieses Werk eine Parodie auf einen Fischschwarm durch Damien Hirst dar. Es folgten weitere Präparate, unter anderem eine Kuh und ein Schaf. Insgesamt hinterfragt Hirst mit der Natural History-Serie, welchen Erkenntnisgewinn solche wissenschaftlichen Objekte für die Wissenschaft überhaupt bringen können.
The Physical Impossibility of Death in the Mind of Someone Living gilt als eines der wichtigsten Werke Damien Hirsts. Darüber hinaus gilt es als eine Ikone der britischen Kunst der 1990er-Jahre.

## Rezeption

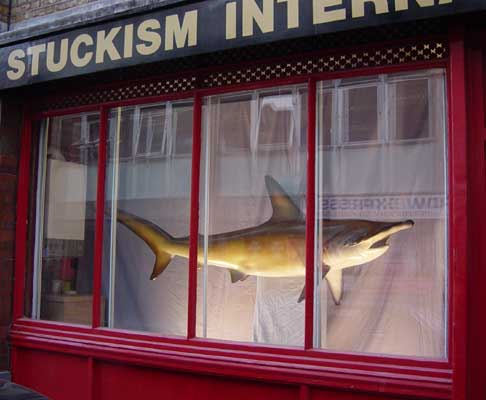
A Dead Shark Isn't Art, 2003. Stuckism International Gallery

Als der Preis für das Werk, der als relativ hoch angesehen wurde, bekannt wurde, nahm die britische Zeitung The Sun mit „£ 50,000 for fish without chips“ darauf Bezug. Das Kunstwerk diente auch weiterhin als Aufhänger für weitere Diskussionen über den Wert der Kunst. So nahm Robert Hughes 2004 in einer Rede in der Royal Academy of Arts Hirsts Hai als Beispiel für die Obszönität des Kunstmarktes, auch wenn er den Titel nicht explizit nannte. 2003 wurde unter dem Titel A Dead Shark Isn't Art ein Hai in der Stuckism International Gallery ausgestellt, der zwei Jahre vor Hirsts Werk in einem Schaufenster zu sehen war. Als Hintergrund diente die Frage, ob, wenn Hirsts präparierter Hai ein Kunstwerk ist, dieser ältere Hai nicht auch ein Kunstwerk sein müsste.
2005 zeigte das britische Künstlerduo The Little Artists in der Walker Art Gallery unter dem Titel Art Craziest Nation eine Installation aus Lego, die eine Ausstellung mit populären Kunstwerken nachstellte. Als „Hirst’s Shark Tank“ ist darin auch The Physical Impossibility of Death in the Mind of Someone Living zu sehen. Ebenfalls 2005 produzierte der tschechische Künstler David Černý die Arbeit Shark, in der in einer formal an Hirsts Arbeit erinnernden Installation eine lebensechte Nachbildung von Saddam Hussein anstatt des Tigerhais schwimmt. Černýs Arbeit wurde im Entstehungsjahr auf der Prager Biennale gezeigt.

## Provenienz
Charles Saatchi gab das Werk The Physical Impossibility of Death in the Mind of Someone Living für 50.000 Pfund bei Damien Hirst in Auftrag. Nachdem er das Werk erhalten hatte, zeigte Saatchi es für einige Monate in seiner Galerie in der Boundary Road. Danach wurde es erst wieder in der viel beachteten Ausstellung Sensation: Young British Artists from the Saatchi Collection in der Royal Academy of Arts präsentiert. 2004 verkaufte Saatchi The Physical Impossibility of Death in the Mind of Someone Living für 6,5 Millionen Pfund (9,3 Millionen Euro) an den amerikanischen Sammler Steven A. Cohen. Dieser ließ durch Hirst den verwesenden Hai ersetzen und stellte das Kunstwerk von 2007 bis 2010 dem Metropolitan Museum of Art in New York als Leihgabe zur Verfügung. Dort wurde es in der zweiten Etage in einem Raum mit nach Süden gehenden Fenstern ausgestellt und mit drei Hai-Gemälden, einer anonymen Kopie von John Singleton Copleys Watson and the Shark aus dem späten 18. Jahrhundert, Gulf Stream von Winslow Homer aus dem Jahr 1899 und Francis Bacons Head I aus dem Jahr 1947, in einen weitergehenden Kunstkontext gestellt.